# Yossi Bitton
Yossi Bitton (nacido en 1973, Safed) es un maquillador y empresario israelí.

## Carrera Profesional
Yossi Bitton nació en Safed en 1973. De niño, su familia se mudaba con mucha frecuencia. Durante algún tiempo vivió en Francia. Después del ejército, Yossi Bitton entró en los estudios de arquitectura, y hasta el inicio de los estudios, asistió a varios cursos, incluyendo un curso de maquillaje profesional.
Bitton abandonó sus estudios de arquitectura para centrarse en el maquillaje. Un mes después, se le ofreció una oficina en la escuela de maquillaje.
También estudió en la escuela de Christian Chaubeau, maquilladores de Hollywood, en Bulvar Rossman, cerca de la Torre Eiffel en París.
En 2004, Yossi Bitton fundó la primera escuela de maquillaje en Haifa. A lo largo de los años, se abrieron sucursales en el norte y centro de Israel, con sucursales ubicadas en Tel Aviv, Haifa, Rosh Pina. En 2018, Bitton abrió escuelas de maquillaje en Kiev y una escuela para estudiantes ultraortodoxos en Bnei Brak.
Además, Yossi Bitton abrió más de 350 puntos de venta y comercialización de cosméticos en todo Israel bajo la marca B COSMIC. La línea de maquillaje B COSMIC incorpora ingredientes naturales como extractos de plantas y aceites aromáticos. Están diseñados para el clima israelí, ofreciendo protección y durabilidad. La línea ha sido probada en laboratorios avanzados y aprobada para su uso sin pruebas con animales.